# Euploea arisbe
Euploea arisbe är en fjärilsart som beskrevs av Felder 1865. Euploea arisbe ingår i släktet Euploea och familjen praktfjärilar. Inga underarter finns listade i Catalogue of Life.